# Cirrhitus
Cirrhitus es un género de peces de la familia de peces halcón que se encuentran en arrecifes tropicales. 

## Especies
Las especies actualmente reconocidas dentro del género son:
- Cirrhitus albopunctatus (L. P. Schultz, 1950)
- Cirrhitus atlanticus (Osório, 1893)
- Cirrhitus pinnulatus (J. R. Forster, 1801)
- Cirrhitus rivulatus (Valenciennes, 1846) (mero chino)